# No Blues
No Blues è il quinto album in studio del gruppo musicale britannico Los Campesinos!, pubblicato il 29 ottobre 2013.

## Tracce
1. For Flotsam – 3:43
2. What Death Leaves Behind – 3:37
3. A Portrait of the Trequartista as a Young Man – 3:01
4. Cemetery Gaits – 4:52
5. Glue Me – 5:04
6. As Lucerne/The Low – 4:22
7. Avocado, Baby – 4:36
8. Let It Spill – 3:20
9. The Time Before the Last Time – 2:47
10. Selling Rope (Swan Dive to Estuary) – 6:17

Durata totale: 41:39

## Crediti

### Turnisti
- Phillip Peterson - archi
- Craig Walker - trombone
- Michael Iles - tromba

### Personale tecnico
- Rob Campesinos! - direzione artistica
- Michael Barrow - fotografia